# Verdicchio di Matelica riserva
Verdicchio di Matelica riserva è la denominazione di origine controllata e garantita di un vino bianco prodotto nelle provincie di Macerata e Ancona.

## Zona di produzione
La zona di produzione delle uve comprende le aree vitate presenti nei comuni di Matelica, Esanatoglia, Gagliole, Castelraimondo, Camerino, Pioraco in provincia di Macerata e Cerreto d'Esi, Fabriano in provincia di Ancona.

## Storia
La valle ha al centro l’abitato di Matelica, popolata dai Piceni; nel centro abitato venne ritrovata una ricca tomba che conteneva, tra i molti oggetti funerari, un bacile emisferico al cui interno stavano 200 vinaccioli di vitis vinifera.
Un contratto notarile datato 12 gennaio 1579 cita il "Verdicchio".

## Tecniche di produzione
È vietata la forma di allevamento a tendone.
Le operazioni di vinificazione devono essere effettuate nei comuni su cui ricade l'area delimitata; sono previste autorizzazioni individuali per l'imbottigliamento fuori zona.

## Disciplinare
La DOC è stata approvata con DM 13.09.1995 G.U. 232

La DOCG è stata riconosciuta con DM 18.02.2010 G.U. 49

Successivamente il disciplinare ha subito le seguenti modifiche:
- DM 30.11.2011, pubblicato sul sito ufficiale del Mipaaf

La versione in vigore è stata approvata con DM 07.03.2014 pubblicato sul sito ufficiale del Mipaaf

## Tipologie

### Verdicchio di Matelica riserva
| uvaggio                        | Verdicchio 85% minimo. |
| titolo alcolometrico minimo    | 12,50 % vol            |
| acidità totale minima          | 5,00 g/l.              |
| estratto secco minimo          | 18,00 g/l              |
| resa massima di uva per ettaro | 95 q.                  |
| resa massima di uva in vino    | 70%                    |
| invecchiamento                 | 18 mesi                |